# C/1999 F2 Dalcanton
C/1999 F2 Dalcanton è una cometa non periodica scoperta il 20 marzo 1999 dall'astronoma statunitense Julianne Dalcanton, in seguito all'annuncio ufficiale della scoperta sono state rinvenute immagini di prescoperta risalenti fino al 18 giugno 1998.